# Plectromerus pseudoexis
Plectromerus pseudoexis är en skalbaggsart som beskrevs av Francesco Vitali och Jean Haxaire 2007. Plectromerus pseudoexis ingår i släktet Plectromerus och familjen långhorningar. Inga underarter finns listade i Catalogue of Life.